# ГАЗ-3105
ГАЗ-3105 «Волга» — представницький легковий автомобіль E-класу в 4-дверному кузові седан з підвищеним рівнем комфорту, який виготовлявся компанією ГАЗ з 1992 по 1996 рік. Модель знята з виробництва.

## Історія створення

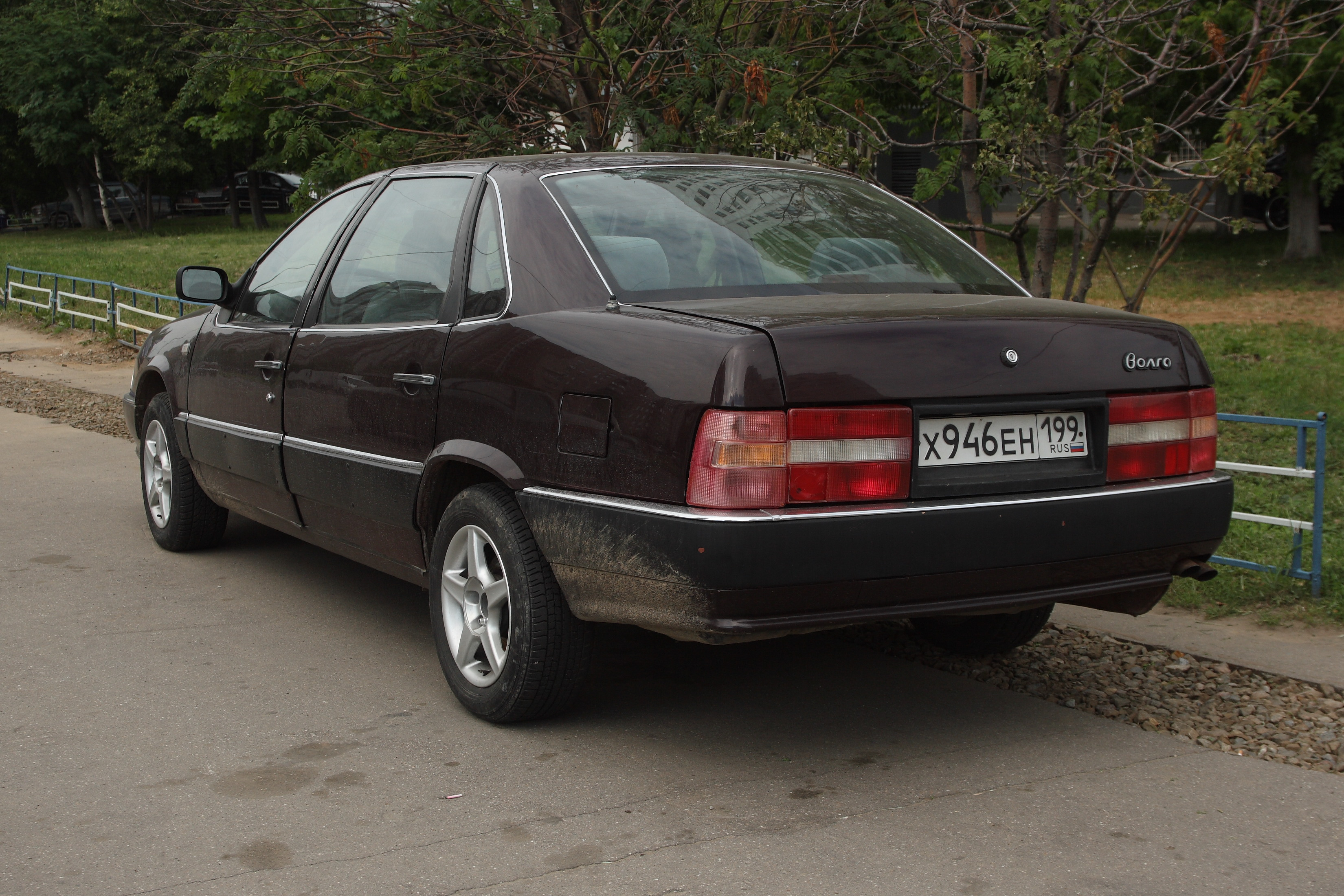
ГАЗ-3105 «Волга»

До початку 90-х років XX-го століття постало питання про створення автомобіля для секретарів обкому та керівників обласного масштабу, тому що наявний ГАЗ-3102 для цих цілей не підходив. Міністерство автомобільної промисловості збиралося замінити зняті з виробництва автомобілі  ГАЗ-14 «Чайка». За задумом ГАЗ-3105 повинен бути більш стриманим і мати довжину 5,05 м (у «Чайки» 6,11 м).

## Опис
На ГАЗі до 1987 року були представлені перші дослідні зразки, що мають ряд нововведень, таких як рейкове рульове управління з гідропідсилювачем, регулювання керма по довжині і нахилу, постійний повний привід з можливістю блокування міжосьового диференціала і повний електропакет, включаючи центральний замок. Підвіска типу Макферсон спереду і ззаду.
Особливістю автомобіля була вдала компоновка, при якій салон при тих же зовнішніх габаритах зі звичайною Волгою був просторіше, з електрорегулюваннями сидінь, без прямих гострих ліній. Коефіцієнт лобового опору Сх = 0,35 ... 0,36. Була передбачена установка кліматичної системи.
Машина оснащувалася карбюраторним двигуном 3105 V8, з карбюраторами к114 і, пізніше, Пірбург (Pierburg). Двигун 3105 мав уніфікацію з двигуном ВАЗ-21083 і агрегатувався з двохвальною п'ятиступінчастою коробкою передач і сухим однодисковим зчепленням з диафрагмовою пружиною витягаємо типу. Для керування двигуном використовувалася безконтактна система запалювання з обмежувачем обертів двигуна. Також передбачалося використовувати ABS та каталізатор відпрацьованих газів.
Для дилерів вартість автомобіля становила від $50000 до $60000, що було порівняно з автомобілями іноземного виробництва того ж класу.
Через проблеми в розрахунках і зміні скління підсумкова маса автомобіля була на 200 кг більше ніж очікувалося, а через відсутність технічної бази, доводилося використовувати іноземні вузли.

## Закриття проекту
В 1992 році автомобіль був представлений на міжнародних салонах в Лейпцигу і Брюсселі і справив враження. Однак підрахували, що виробництво такого автомобіля для уряду обходиться дорого, і з 1992 по 1996 рік було вироблено всього лише 55 автомобілів замість планованого обсягу випуску 250 автомобілів на рік.
ГАЗ-3105 мав кілька модифікацій. Перша з них (3105) мала двигун 3105 з карбюратором к114 і розвивала потужність 156 к.с., пізніша модифікація мала карбюратор Пірбург 4А1 (Solex 4A1) і розвивала 170 к.с. Модифікація з двигуном 3105, оснащеним моноуприскування Лукас, мала індекс 31052 і також розвивала потужність 170 к.с. Також була модифікація з двигуном 3105, оснащеним розподіленим уприскуванням палива і мікропроцесорної системою управління фірми АБИТ (Санкт-Петербург), індекс двигуна змінили на ГАЗ-321.10, а номер моделі став 31054. Остання з модифікацій, вона була зроблена інженерами ГАЗу вже після припинення випуску автомобілів, мала двигун ЗМЗ-406 з системою впорскування, оскільки потрібно було зібрати залишилися автомобілі для продажу, а двигуни 3105 (ГАЗ-321.10) ГАЗ вже перестав виробляти.
На базі ГАЗ-3105 пізніше були розроблені моделі 3103 (передній привід) і 3104 (повний привід), не пішли в серію, а також дві спортивні машини. Автомобілі 3103 і 3104 були представлені на Московському автосалоні в 1998 році.

## Технічні характеристики
| Технічні характеристики       | Технічні характеристики                                           |
| ----------------------------- | ----------------------------------------------------------------- |
| Двигун                        | Бензиновий                                                        |
| Тип двигуна                   | карбюраторний, чотиритактний, восьмициліндровий, верхньоклапанний |
| Марка двигуна                 | ГАЗ-3105                                                          |
| Циліндри / Клапани            | V8 / 16 OHV                                                       |
| Об'єм                         | 3400 см3                                                          |
| Хід поршня / Діаметр циліндра | 80 / 82 мм                                                        |
| Ступінь стиску                | 9,0                                                               |
| Система живлення              | карбюратор К114 або Pierburg 4A1                                  |
| Охолодження                   | рідинне                                                           |
| Потужність                    | 170 к.с. (161,4 кВт) при 5400 об/хв                               |
| Крутний момент                | 245 Нм при 4000 об/хв                                             |
| Трансмісія                    | 5-ст. МКПП                                                        |
| Розгін (0-100 км/год)         | 11 с                                                              |
| Макс. швидкість               | 200 км/год                                                        |
| Витрати пального (л/100 км):  |                                                                   |
| міський режим                 | 17,5                                                              |
| траса                         | 8,7                                                               |
| змішаний режим                | 12                                                                |